# 水納島 (宮古群島)

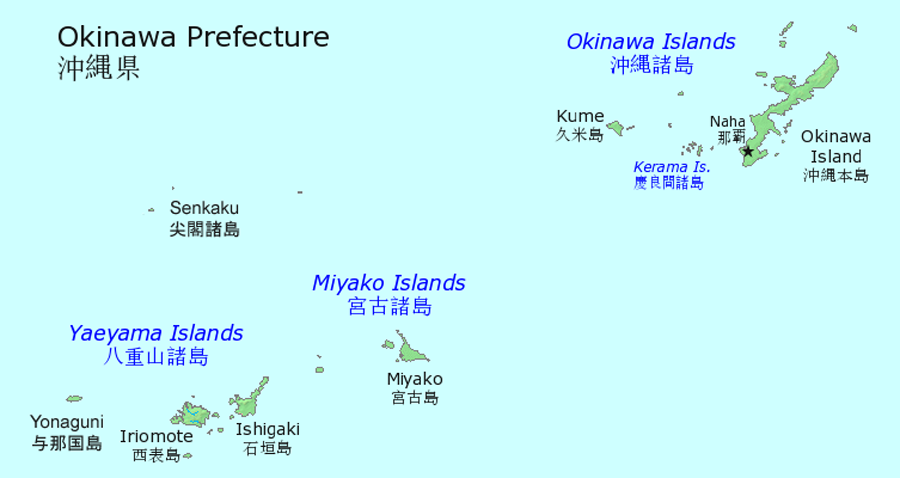
水納島位於宮古島和石垣島之間的多良間島上方

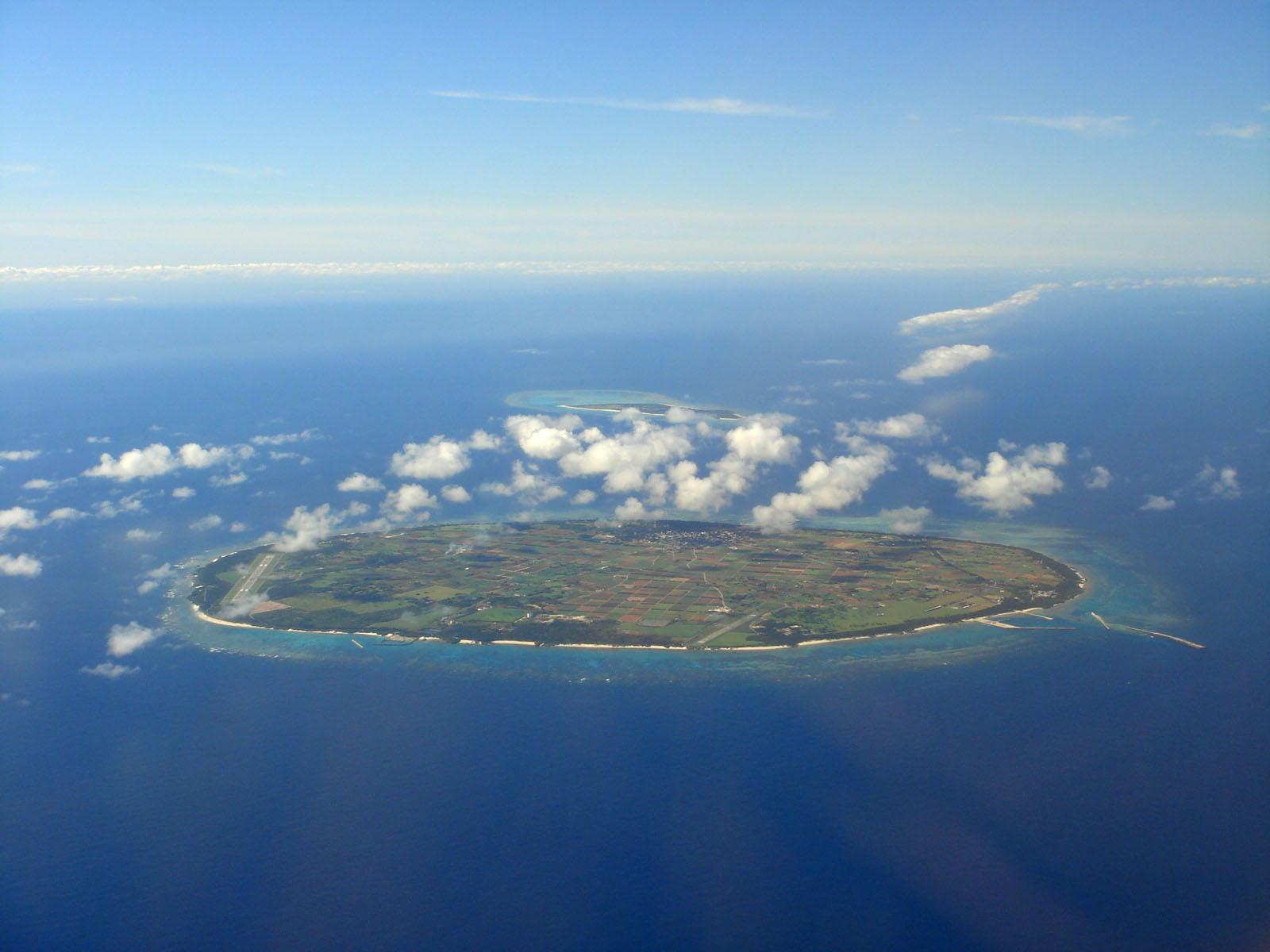
多良間島及水納島空照圖，前方為多良間島，後方為水納島。

水納島（日语：／ Minna-jima */?，琉球語：／ ）位於琉球列島宮古群島，多良間島北方12公里處，行政區劃屬於沖繩縣宮古郡多良間村。全島面積2.5平方公里，周長8公里，最高點海拔13.2公尺。
於1961年因島上有計畫的將居民遷移至宮古島，至今人口銳減僅存1戶6人。島的南側架有宮古水納島燈塔，建於1972年，海拔22公尺高，照射距離為12.5海哩。燈塔附近設有直昇機場。

## 外部連結
- Island Scenes 水納島　訪問記。
- 多良間島・水納島 （页面存档备份，存于）　訪問記。